# Xior Student Housing
Xior Student Housing NV (Xior) is een Belgische vastgoedmaatschappij, gespecialiseerd in studentenhuisvesting. Xior is vooral actief in België maar ook in Nederland, Spanje, Portugal, Duitsland en Scandinavië.

## Geschiedenis
Xior werd in 2014 opgericht door de huidige CEO, Christian Teunissen. In 2015 trad het vennootschap naar de Euronext Brussels beurs, met een vastgoedportefeuille van tot dan toe 2.035 studentenkamers. Door de jaren heen breidde Xior verder uit naar onder andere Gent, Antwerpen, Groningen en Maastricht. Sinds 2019 is Xior ook actief in Spanje en Portugal. In mei 2022 nam Xior voor 939 miljoen euro vastgoed over van Basecamp, en werd daarmee ook actief in Duitsland en Scandinavië.

## Klachten
Zo af en toe komt Xior negatief in het nieuws. Zo schrijven het Rotterdamse universiteitsblad Erasmus Magazine, het Amsterdamse universiteitsblad Folia en de Groningse stadsblog Sikkom over de verhuur van studentenappartementen die nog niet opgeleverd zijn; een flat die 's zomers in een "oven" verandert; en over schimmige facturen.